# Denis Šme
Denis Šme, slovenski nogometaš, * 22. marec 1994, Slovenj Gradec.
Šme je profesionalni nogometaš, ki igra na položaju branilca. Od leta 2023 je član avstrijskega kluba WSG Radenthein. Pred tem je igral za slovenske klube Koper, Jadran Dekani, Maribor, Aluminij in Olimpijo ter avstrijska DSV Leoben in FC Hermagor. Skupno je v prvi slovenski ligi odigral 118 tekem. Z Mariborom je osvojil naslov slovenskega državnega prvaka v sezoni 2016/17, s Koprom, Mariborom in Olimpijo je po enkrat osvojil slovenski pokal v letih 2015, 2016 in 2021, s Koprom tudi SuperPokal leta 2015. Bil je tudi član slovenske reprezentance do 16, 17, 18, 19 in 21 let.